# Forcipomyia flavominima
Forcipomyia flavominima är en tvåvingeart som beskrevs av Remm 1971. Forcipomyia flavominima ingår i släktet Forcipomyia och familjen svidknott. Inga underarter finns listade i Catalogue of Life.